# منتخب كولومبيا للكرة اللينة للسيدات
منتخب كولومبيا للكرة اللينة للسيدات هو ممثل كولومبيا الرسمي في المنافسات الدولية في الكرة اللينة للسيدات .